# X PixMap
XPM (X PixMap) je počítačový formát souboru pro ukládaní rastrové grafiky.
Formát XPM je grafický formát založený na ASCII textu, který je masivně využíván v grafickém prostředí X Window System. První verze XPM vznikla v lednu 1989. Má velmi jednoduchou textovou strukturu, která je odvozena od grafického formátu XBM. Díky tomu může být vytvořen a upravován v libovolném textovém editoru, např. v poznámkovém bloku.

## Struktura grafického souboru
Struktura souboru sestává z barevné palety a vlastních obrazových dat. Barevná paleta se skládá z konstant a k nim přiřazeným barvám v RGB v hexadecimálním zápise (např. #0D56A4). Konstantou může být znak nebo dva znaky, více se nedoporučuje. Pro použití alfa kanálu je nutné nadefinovat průhlednou barvu – barevnou konstantu (znakem „mezerník“) jako barvu None. Následuje samotný obrázek – ten je v textu zapsán pixel po pixelu do tvaru žádaného obrázku požadovanou konstantou z barevné palety.